# Apucarana
Apucarana este un oraș în Paraná (PR), Brazilia. 